# Géant Vert
Pour l'auteur français homonyme, voir Géant Vert (écrivain).

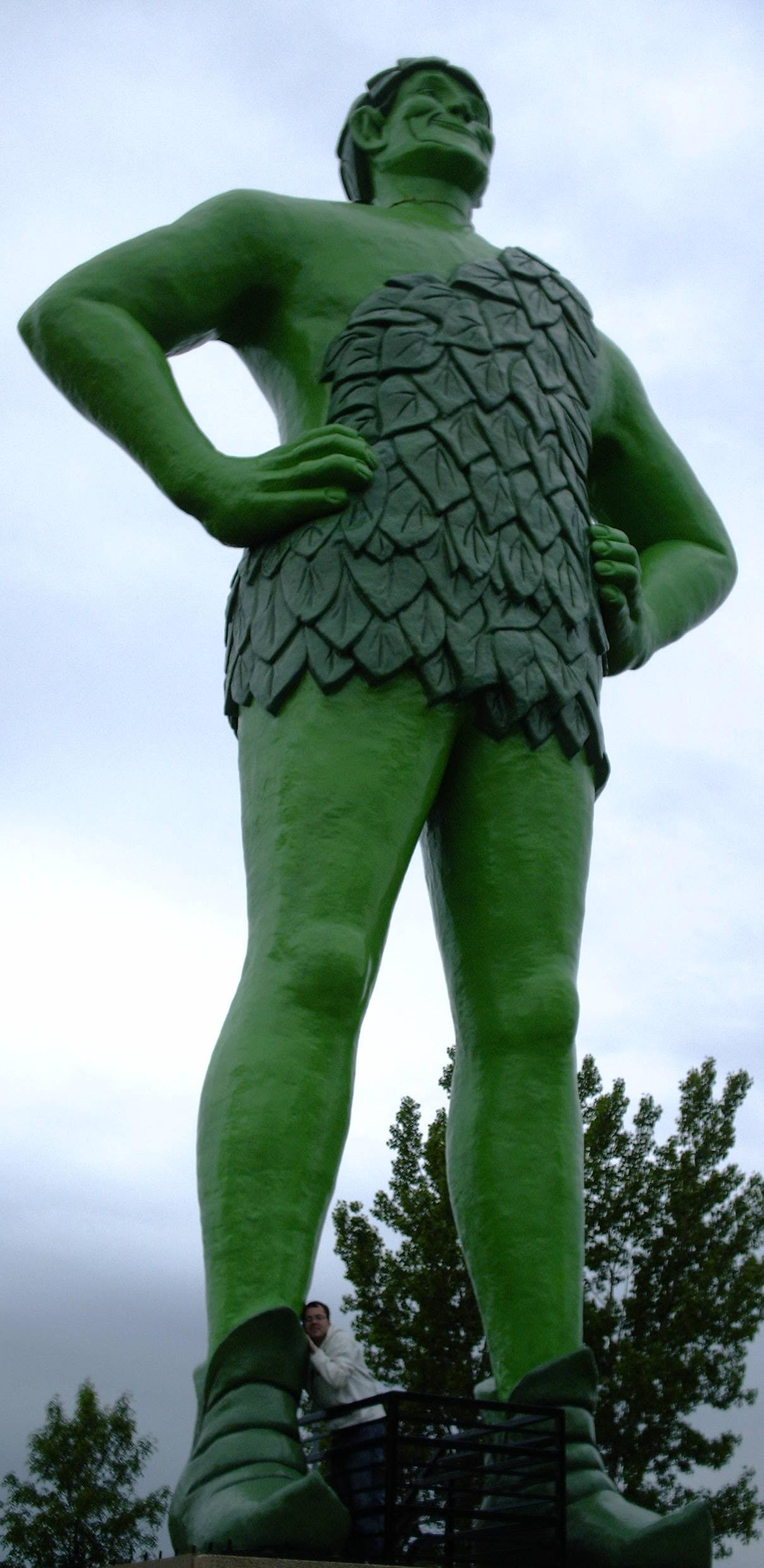
Statue du Géant Vert à Blue Earth (Minnesota, États-Unis).

Géant Vert (Green Giant en anglais) est une marque internationale de l'industrie agro-alimentaire qui est une référence dans la fabrication de légumes surgelés (commercialisés seulement aux États-Unis) et de légumes en conserves. Depuis fin 2012 on peut également trouver en France des salades prêtes à l'emploi sous la marque « Géant Vert Frais ».
Les deux versions de la marque — « Géant Vert » et « Géant Vert Frais » — sont symbolisées par deux mascottes : le Géant vert et son ami Sprout. Ces deux marques — « Géant Vert » et « Géant Vert Frais » — appartiennent à la société américaine B&G Foods depuis 2015.

## Histoire
La compagnie a été fondée en 1903 à Le Sueur, Minnesota, sous le nom de Minnesota Valley Canning Company, laquelle vendait de la purée de maïs sucrée. Le nom Green Giant est introduit en 1925 pour commercialiser des petits pois plus gros que les variétés habituelles.
En 1950, la compagnie adopte le nom de Green Giant.
En 1979, la compagnie fusionne avec une autre compagnie du Minnesota : Pillsbury, lesquelles seront acquises plus tard par General Mills puis par B&G Foods après sa revente en 2015 pour 765 millions de dollars,.

## Mascotte
Créée en 1928, la mascotte de la marque est « une sorte d'ogre un peu bossu, trapu, le cheveu fourni et l'air renfrogné, drapé d'une peau de bête et portant une immense gousse de pois dans les bras. Mélange d'un personnage des contes de Grimm, de chef indien et de bûcheron, le Géant vert est [à cette époque] plus proche de l'homme des cavernes que de la rieuse figure actuelle ». Le succès escompté n’est alors pas au rendez-vous, et la Minnesota Valley Canning Company fait alors appel à l'agence de publicité Erwin, Wasey & Co et son publicitaire Leo Burnett pour y remédier, lequel « redresse le personnage, lui donne le sourire et troque sa fourrure pour une parure de feuilles. Le Géant vert est désormais « jovial », comme le souligne son nom en version originale, Jolly Green Giant ». Aussi, il le rend reconnaissable à son cri de ralliement : « Ho, ho, ho », utilisant l'empreinte sonore habituelle du Père Noël pour rendre son héros plus sympathique.
Un nouveau changement publicitaire s'opère en 1950, le Géant Vert abandonnant la gousse qu'il porte pour « poser les mains sur les hanches, dans une vallée pleine de légumes vert ». Mais, en 1954, la première publicité télévisuelle du héros se révèle être un désastre, l'agence chargée d'organiser le spot présentant ce dernier par un homme peint en vert ou bien une poupée géante. Elle se rattrape alors en figurant le Géant vert au milieu d'une vallée miniature, un skieur du Colorado jouant pour le rôle : il veille désormais de loin, « lâchant des ho ho ho satisfaits ou n'apparaissant à l'écran que sous la forme d'une paire de pieds ou d'une main bienveillante qui aide à récolter quelques épis ». Finalement, l'agence transforme l'erreur initiale en atout commercial puisque cette stratégie publicitaire permet d'adapter le format à chaque nouveau produit, qu'il s'agisse de conserves ou de bocaux, le spot restant relativement similaire.
Dans les années 1970, une nouvelle mascotte est associée au Géant vert, Sprout, « une jeune pousse, porte-parole du Géant vert, détaillant nouveautés et caractéristiques des produits pour le consommateur. Le tout sans entamer le mystère qui entoure le Géant vert ».
Le Géant Vert est l'une des trois icônes publicitaires les plus connues dans le monde, avec les personnages Ronald McDonald et Marlboro Man.